# Liste des émirs du Qatar
L'émir du Qatar (en arabe : امیر دولة قطر romanisé : Amir Dawlat Qaṭar) est le chef de l'État monarchique, des armées et le garant de la constitution de l'État du Qatar. En tant que monarque absolutiste, il tient un rôle éminent en matière de politique étrangère.
Le Qatar est un émirat indépendant depuis le 3 septembre 1971. Les émirs du Qatar appartiennent à la famille Al Thani (آل ثاني) qui descend des Banu Tamim, une des plus grandes tribus de la péninsule Arabique.

## Liste
| Nom                                       | Règne           | Règne           | Observations                                                                                          |
| Nom                                       | Début           | Fin             | Observations                                                                                          |
| ----------------------------------------- | --------------- | --------------- | --- |
| Mohammed ben Thani ben Mohammed Al Thamir | 1868            | 1876            | Abdique en faveur de son fils Jassem en 1876. Il meurt deux ans plus tard.                            |
| Jassem ben Mohammed Al Thani (en)         | 1876            | 17 juillet 1913 | |
| Abdallah ben Jassem Al Thani (en)         | 17 juillet 1913 | 20 août 1949    | |
| Ali ben Abdallah Al Thani (en)            | 20 août 1949    | 24 octobre 1960 | |
| Ahmad ben Ali Al Thani                    | 24 octobre 1960 | 22 février 1972 | |
| Khalifa ben Hamad Al Thani                | 22 février 1972 | 27 juin 1995    | Destitue son cousin Ahmad ben Ali en 1972.                                                            |
| Hamad ben Khalifa Al Thani                | 27 juin 1995    | 25 juin 2013    | Destitue son père Khalifa ben Hamad en 1995 alors que ce dernier effectuait des visites à l'étranger. |
| Tamim ben Hamad Al Thani                  | 25 juin 2013    |                 | Succède à son père, Hamad ben Khalifa, qui abdique en sa faveur.                                      |